# Bekkenfysiotherapie
Bekkenfysiotherapie is een specialisme binnen de fysiotherapie dat zich richt op het voorkomen en behandelen van klachten in en rond het bekkengebied.
Klachten kunnen heel divers zijn, zoals bijvoorbeeld urine-incontinentie, ontlastingincontinentie, verzakkingen, zwangerschapsgerelateerde bekkenpijn, klachten die ontstaan zijn na een bevalling, maar ook pijn in de onderbuik, bij de anus of geslachtsdelen, chronisch bekkenpijnsyndroom, Lower Urinary Tract Symptoms (LUTS) en klachten op het gebied van seksuologie vallen onder de expertise van de bekkenfysiotherapeut.

## Onderzoek
Methodieken die een bekkenfysiotherapeut tot zijn beschikking heeft zijn — naast een anamnese — onder andere een mictielijst (plasdagboek), een vezel- en vochtinnamelijst en lichamelijk onderzoek. Daarnaast beschikken geregistreerde bekkenfysiotherapeuten over de bevoegdheid om inwendig onderzoek van de bekkenbodem uit te voeren.

## Behandelmogelijkheden[2]
Er zijn verschillende behandelmogelijkheden, waaronder informatie en uitleg, oefentherapie en ondersteuning bieden bij de oefentherapie.

### Informatie en uitleg
Dit is informatie en uitleg met betrekking tot het klachtenpatroon, op gebied van urologie, gynaecologie, gastro-enterologie en seksuologisch advies over:
- Mictie- en defecatiehouding, -gedrag
- Hygiëne
- Voeding en vochtinname
- Belasting / belastbaarheid
- Ondersteunende hulpmiddelen

### Oefentherapie
Oefentherapie richt zich voornamelijk op het bewustmaken van het bekkenbodemgevoel, het trainen van (de coördinatie van) spieren van bekken, bekkenbodem, buik en lage rug en het mobiliseren en stabiliseren van bekken en lage rug.

### Ondersteuning van de oefentherapie
Wanneer de oefentherapie zelf niet voldoende resultaat biedt, kan de bekkenfysiotherapeut ondersteuning bieden met de volgende methoden en technieken:
- Inwendige palpatie en Myofeedback: Meerwaarde van (inwendige) palpatie en myofeedback is het kunnen geven van optimale feedback over het aan- en ontspannen van de te trainen spieren.
- Elektrostimulatie: Bij elektrostimulatie worden via een vaginale of anale probe prikkels aan de bekkenbodemspieren gegeven, waardoor deze aanspannen. Zodra de prikkels stoppen, ontspannen de bekkenbodemspieren weer. Het beoogde doel is het verkrijgen van een betere bewustwording van de spieren en het versterken van de spieren.
- Vaginale ballon: Een vaginale ballon kan worden ingezet bij vaginisme of dyspareunie. Het wordt vaak gebruikt voor het verwijden (oprekken) van de bekkenbodem/vagina.

## Oefeningen om controle te (her)krijgen tijdens het vullen en het legen van blaas en rectum middels

### Blaastraining
Bij blaastraining hoort onder andere informatie over de anatomie en het functioneren van de blaas en lagere urinewegen, en de invloed van toiletgedrag daarop. Het is gericht op het vergroten van de blaascapaciteit en het normaliseren van de plasfrequentie.

### Rectale ballontraining
De rectale ballon wordt gebruikt bij onder andere de behandeling van ontlastingsincontinentie.

## Nederlandse Vereniging voor Fysiotherapie bij Bekkenproblematiek
De Nederlandse Vereniging voor Fysiotherapie bij Bekkenproblematiek (NVFB), die zich zelf meestal presenteert als Nederlandse Vereniging voor Bekkenfysiotherapie
(NVFB), is de belangenvereniging van het specialisme. De NVFB is een door het Koninklijk Nederlands Genootschap voor Fysiotherapie (KNGF) erkende beroepsinhoudelijke vereniging.